# BitChute
BitChute è un sito di condivisione video alt-tech lanciato da Ray Vahey nel gennaio del 2017. Dice di offrire libertà di parola, mentre il sito è noto per pubblicare materiale di estrema destra, teorie complottiste e incitamento all'odio. Alcuni utenti che usano il sito sono stati vietati da YouTube, altri crosspostano contenuti ad entrambi piattaforme o pubblicano contenuti più estremi solo a BitChute.

## Storia
Il sito è stato fondato nel gennaio 2017 da Ray Vahey insieme all'azienda Bit Chute Limited a Newbury, nel Regno Unito. Al tempo del lancio del sito, Vahey lo ha descritto come un'alternativa a piattaforme mainstream; ha creduto che queste piattaforme hanno dimostrato "livello aumentati di censura" negli anni precedenti vietando e demonetizzando utenti e "modificando gli algoritmi per mandare alcuni contenti all'oscurità". Nel 2018, i creatori di BitChute si sono descritti come un "piccolo team che prende posizione contro la censura su internet perché crediamo che sia la giusta cosa da fare".

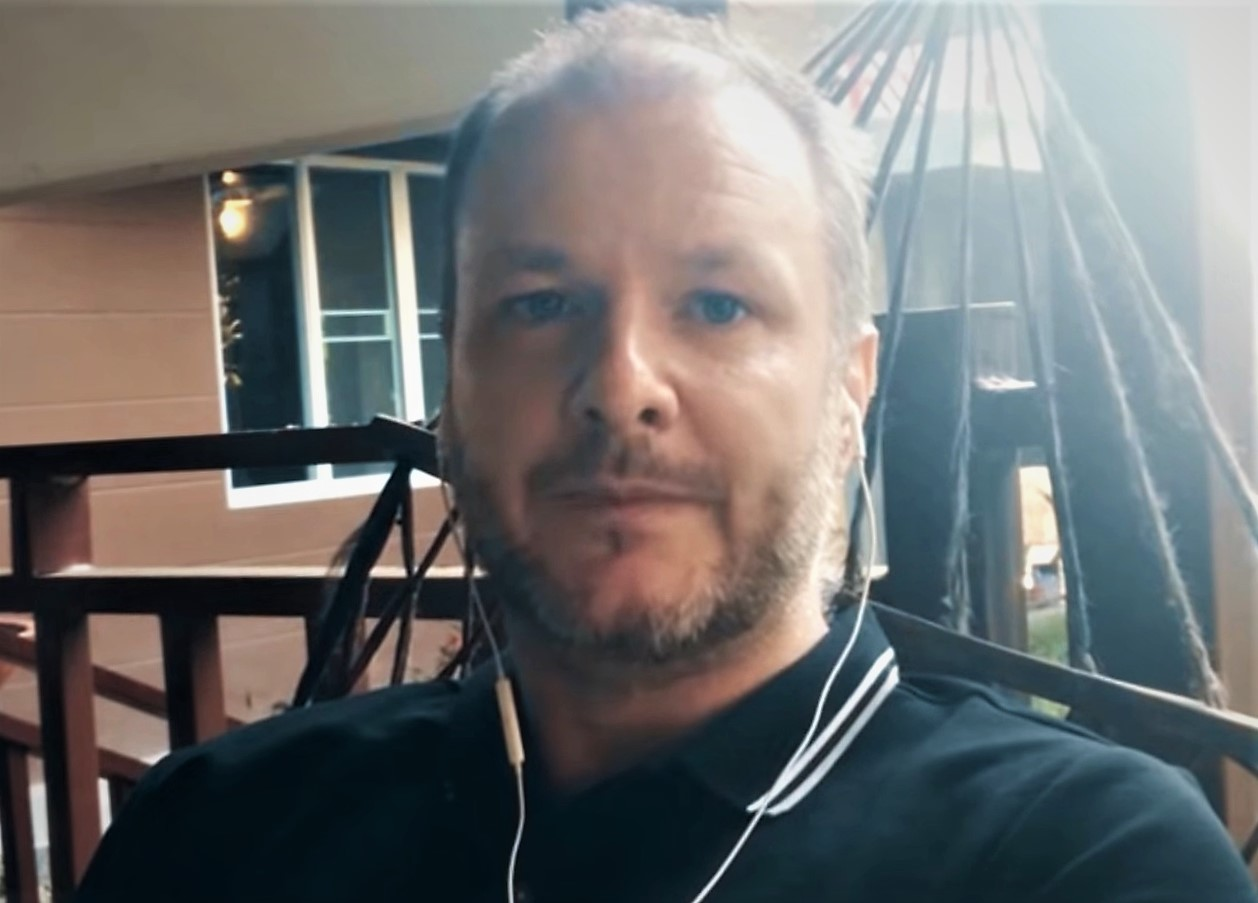
Ray Vahey, fondatore del sito

Nel novembre del 2018, BitChute è stato vietato da PayPal. Nel 2019, il sito di raccolta fondi Indiegogo ha anche vietato BitChute. BitChute è stato anche vietato da usare Patreon e Stripe.
Nell'agosto del 2020, Twitter ha iniziato ha bloccare post che collegano al sito, che mostravano dopo un avviso agli utenti in cui ci hanno cliccato.
Nel gennaio del 2021, BitChute ha l'incitamento all'odio alla lista dei contenuti vietati, ma è poi stato detto che "insulti razzisti, immagini naziste e chiamate per violenza contro gli Ebrei sono rimasti comuni nelle sezioni commenti di video."

## Contenuti
Da quando il sito è stato lanciato, il sito ha accomodato gruppo e individui di estrema destra. Il Southern Poverty Law Center ha scritto nel 2019 che il sito pubblica "contenuti che alimentano l'odio", L'Anti-Defamation League ha scritto nel 2020 che "BitChute è diventato un focolaio di propaganda di video riempiti da odio, violenza, complottismo e un terreno di reclutamento per estremisti." Il sito promuove anche contenuti vietati come l'incitamento all'odio. 
Ray Vahey, fondatore del sito lo ha descritto "politicamente neutrale". Nel 2020, è stato detto che "in realtà l'azienda sceglie quasi di promuovere esclusivamente contenuti e produttori che ingaggiano nell'incitamento all'odio e disinformazione dannosa" e che "i contenuti vili e pericolosi che abbondano su BitChute sono il risultato di decisioni deliberate da parte del fondatore e del team." Nel 2021 è stato detto che Vahey ha usato l'account Twitter della piattaforma per promuovere teorie complottiste antisemitiche, disinformazione legata al Coronavirus e contenuti QAnon.
BitChute fa parte di un gruppo di siti alt-tech che si posizionano come alternative poco moderate a piattaforme social mainstream come YouTube, Facebook e Twitter. Deen Freelon e i suoi colleghi di Science hanno caratterizzato BitChute insieme a siti alt-tech che sono "dedicati a comunità di destra" e lo hanno listato insieme a siti come 4chan, 8chan, Parler e Gab. Hanno anche detto che ci sono piattaforme ideologicamente alt-tech, come Discord e Telegram.
Alcuni utenti che hanno avuto i loro canali chiusi o demonetizzati da YouTube si trasferiscono a BitChute.
Il sito pubblica anche disinformazione legata al Coronavirus.
Il sito ha anche pubblicato teorie complottiste che dicono che Mattarella "è un agente dei servizi britannici con i quali ha messo a punto un piano per far fare fuori Donald Trump."